# Palazzo Contarini del Bovolo
Palazzo Contarini del Bovolo è un edificio tardo gotico di Venezia, ubicato nel sestiere di San Marco, in prossimità di campo Manin, e affacciato sul rio di San Luca.

## Storia
Il palazzo fu costruito tra il Tre e il Quattrocento come dimora dei Contarini "di San Paternian", che dalla fine del Quattrocento, per via dell'aggiunta della scala a chiocciola, furono soprannominati "dal Bovolo". Nel 1499 Pietro Contarini (forse Pietro di Giovanni, suocero di quel Pietro Maria Del Bovolo che nel 1502 sposò Contarina Contarini), Marco Contarini e Giovanni Battista Contarini, senatori della Serenissima Repubblica di Venezia,  fecero aggiungere verso il cortile interno un piccolo corpo di fabbrica in stile rinascimentale, caratterizzato da una serie di logge aperte con archi a tutto sesto o ribassati.

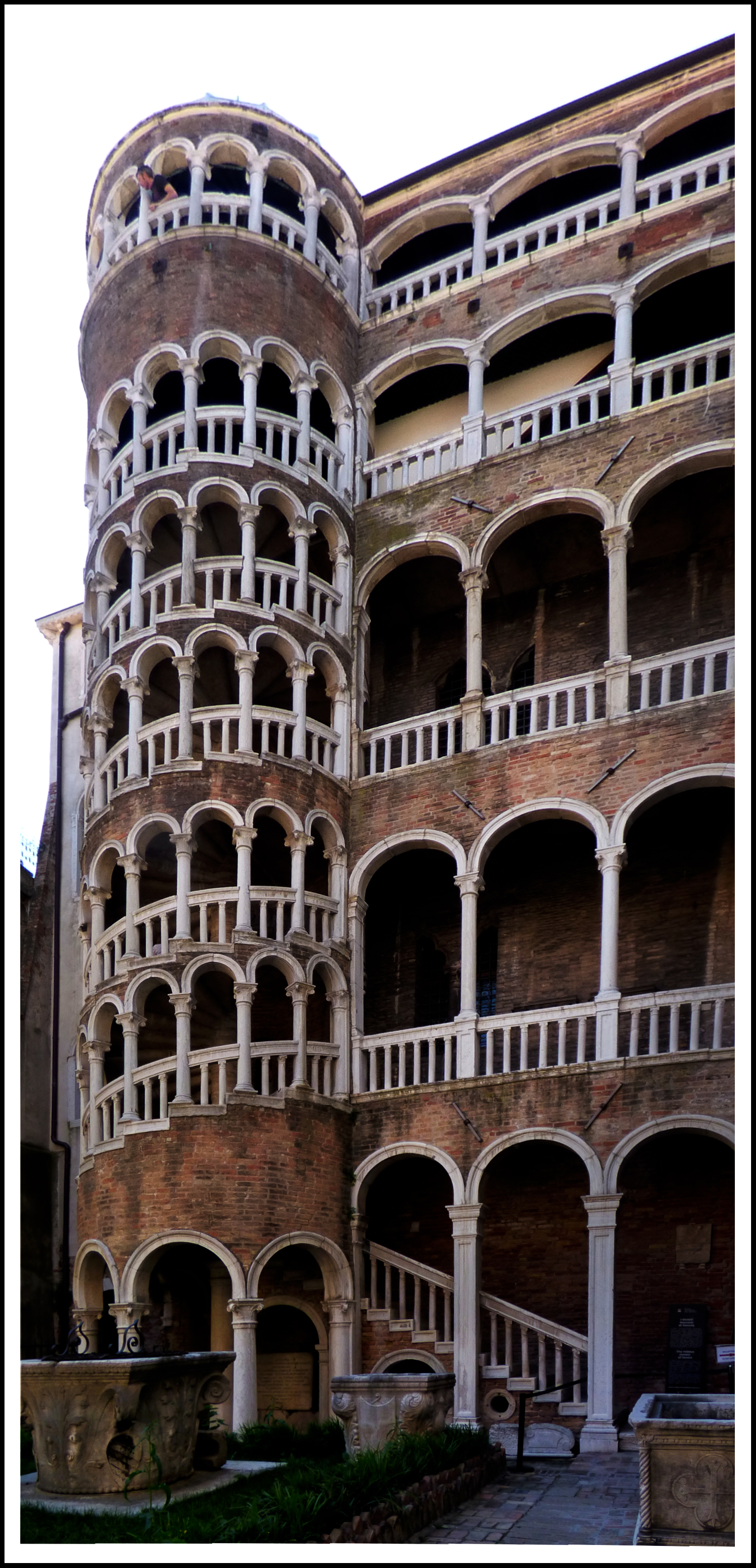
La scala a chiocciola esterna.

Nel 1717 il complesso passò a Giovanni Minelli che aveva sposato Elisabetta di Pietro Maria Contarini, ultima rappresentante della famiglia. All'inizio dell'Ottocento fu acquistato dalla ditta Emery, dalla quale fu affittato ad Arnoldo Marseille che vi aprì nel 1803 un albergo detto "del Maltese" (da qui la denominazione della corte del Maltese sulla quale si affaccia il palazzo). Nel 1852 fu ceduto per testamento alla parrocchia di San Luca e divenne sede della Congregazione di carità.
Nel 1859, l'allora litografo Wilhelm Tempel condusse le sue prime osservazioni astronomiche dal belvedere della torre, con un telescopio di sua proprietà. Qui scoprì, il 2 aprile 1859, la cometa C/1859 G1, ed il 19 ottobre 1859 la Nebulosa di Merope nell'ammasso aperto delle Pleiadi. Il palazzo appartiene tuttora all'IRE di Venezia, acronimo per Istituzioni di ricovero e di educazione.

## Architettura
L'edificio, trovandosi frapposto fra rio di San Luca e corte del Maltese, presenta due facciate, molto differenti tra di loro.

### Facciata sul rio di San Luca
Ha un aspetto semplice, lineare ed elegante, ma privo di particolari aspetti che possano rendere tale facciata peculiare. Si sviluppa su quattro livelli: il piano terra, i due piani nobili e l'ultimo piano. Il piano terra è arricchito da due portali ad acqua a sesto acuto, affiancati a monofore più piccole ma anch'esse a sesto acuto, disposte ai lati su due livelli e al centro su uno solo. I tre piani superiori presentano una pentafora centrale, ognuna delle quali è affiancata da sei monofore, tre per lato.

### Facciata su corte del Maltese
La facciata posteriore ha un aspetto completamente differente. Caratterizzata da una sequenza di monofore rettangolari e ad arco a tutto sesto, trova la sua parte di maggiore intensità espressiva nella celebre torre scalare rotonda con scala a chiocciola. Essa è detta appunto bòvolo in dialetto veneziano. Tale genere di scala non era inusuale per l'epoca e per il contesto, ma mai ne era stata sviluppata una di dimensioni così grandi. Il nome della famiglia fu arricchito dell'appellativo del Bovolo dopo tale ampliamento.
La torre, disegnata da Giovanni Candi o, in conformità con ipotesi più recenti da Giorgio Spavento, dà accesso ad attigue logge, sviluppate su cinque livelli, e ne continua lo stile aereo nei cinque ordini di archi rampanti su colonne. La torre termina in un belvedere a cupola con ampia visuale sulla città. La torre era un tempo adornata con affreschi sia nella parte interna che in quella esterna, ma oggi rimangono poche tracce di tali decorazioni.

### Collezioni
L'attuale proprietario ha disposto nel cortiletto retrostante una notevole collezione di vere da pozzo. All'interno dell'edificio sono ospitati quadri risalenti al XVII secolo e al XVIII secolo, anche questi di proprietà dell'IRE.

## Altre immagini

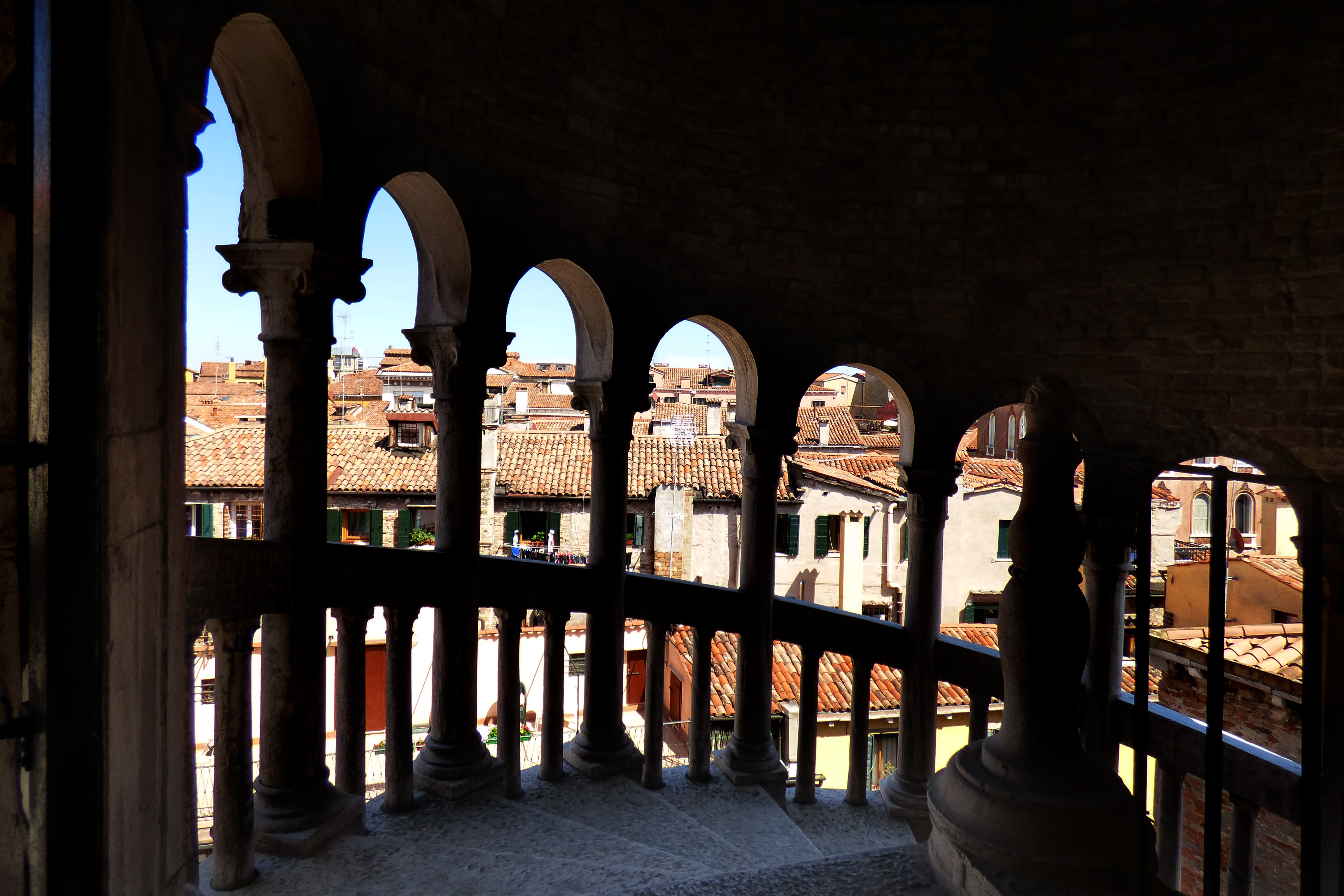
Colonnato interno

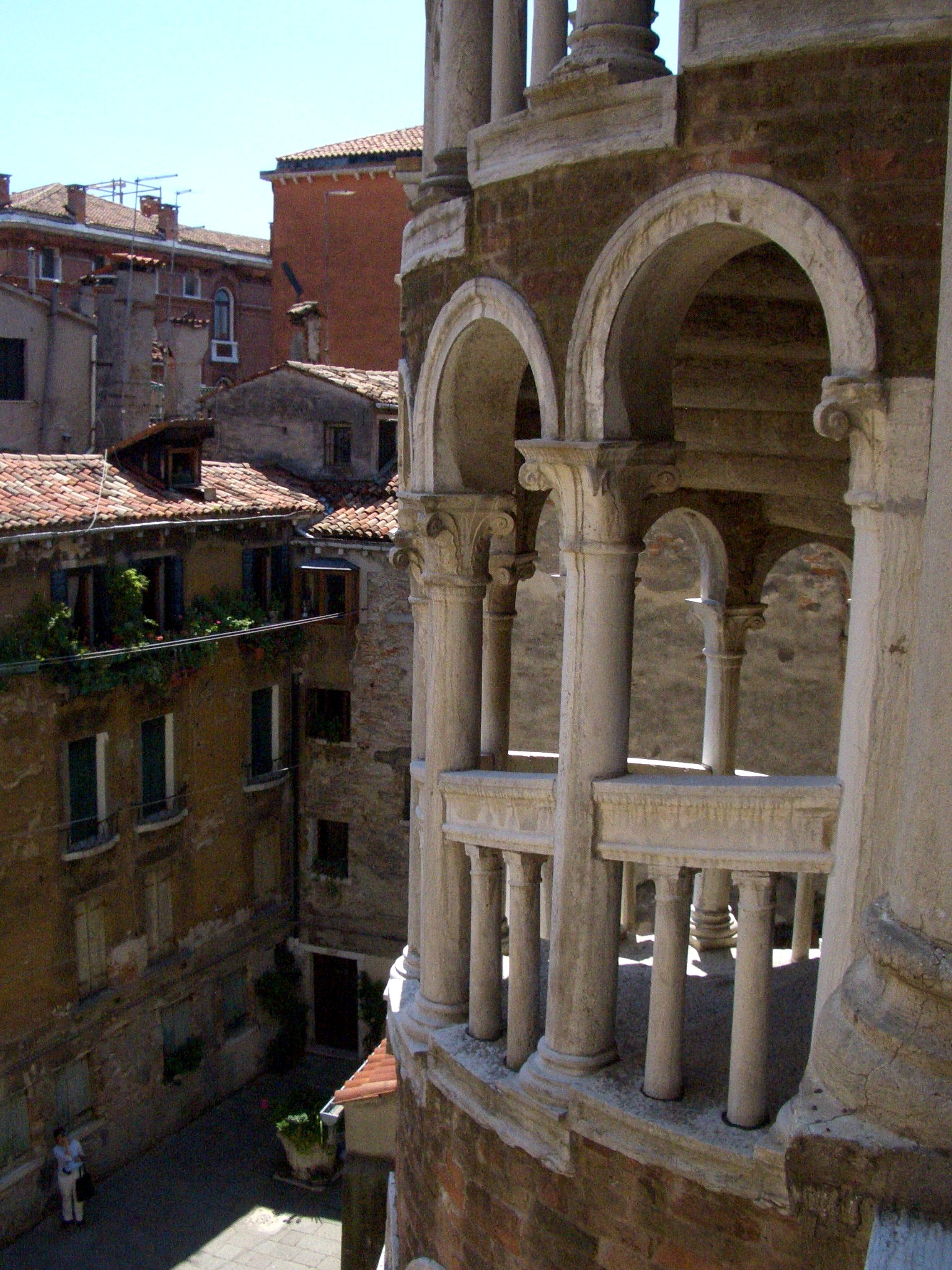
Particolare esterno
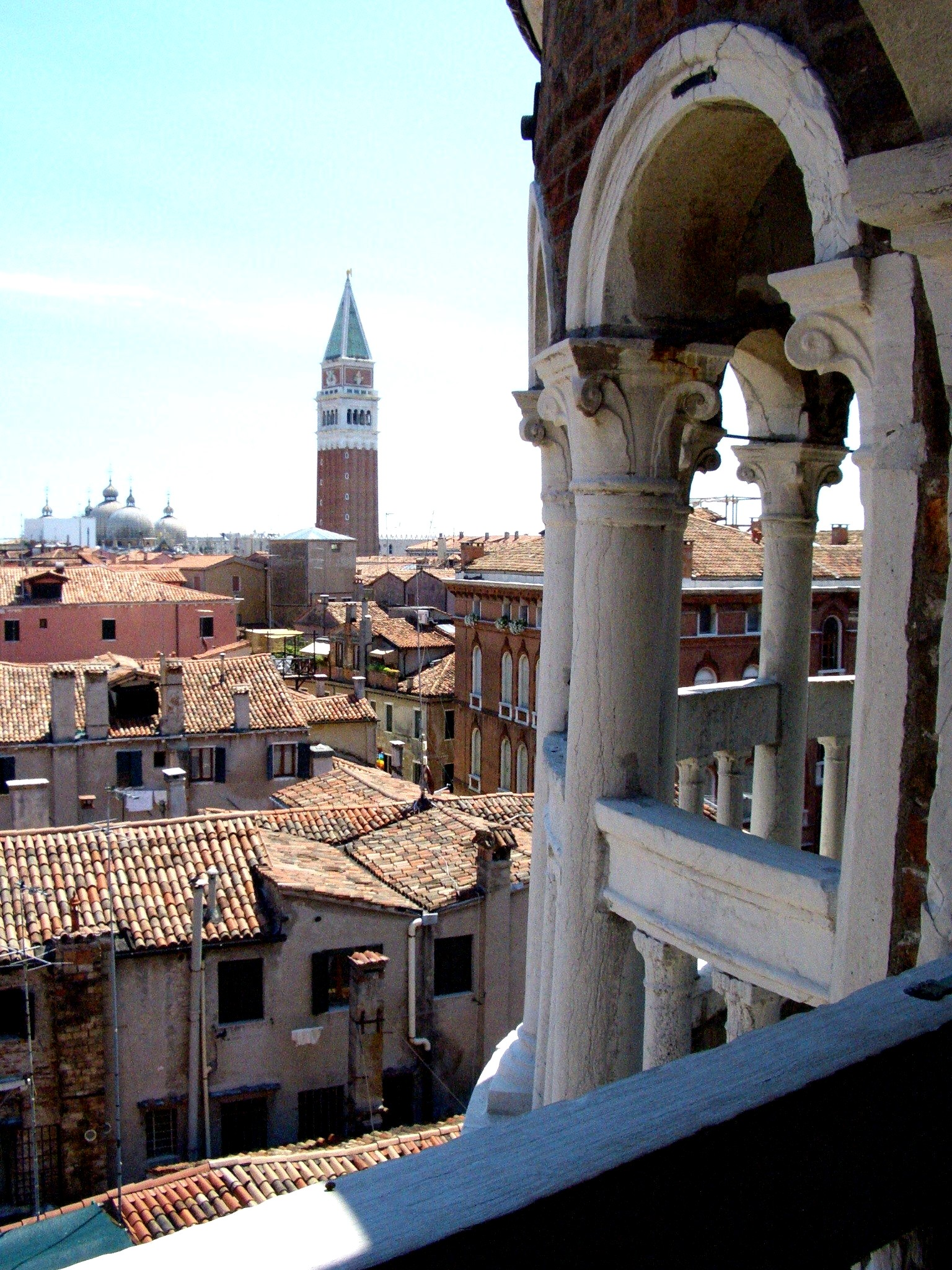
Lato verso San Marco
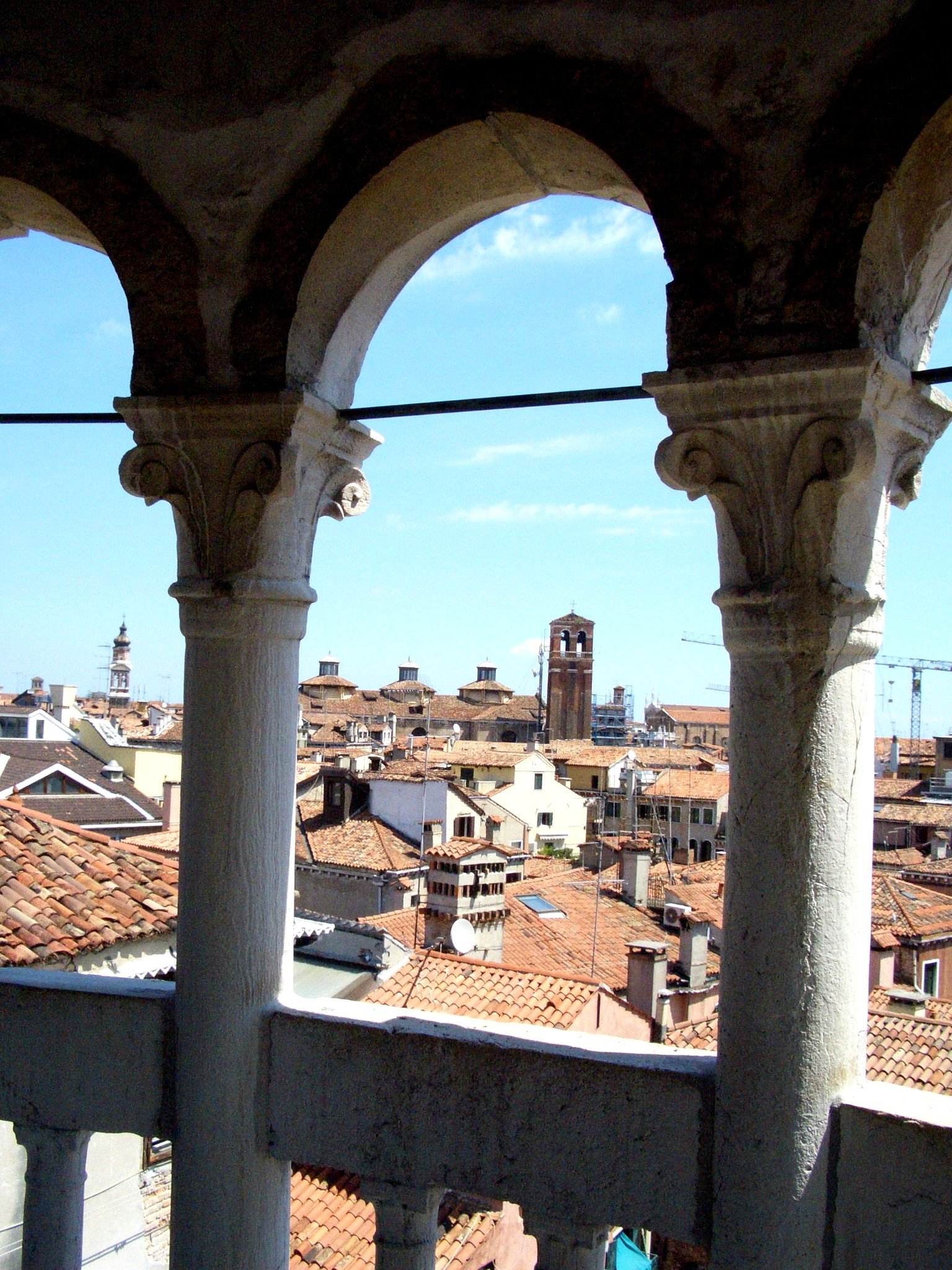
Lato verso San Salvador
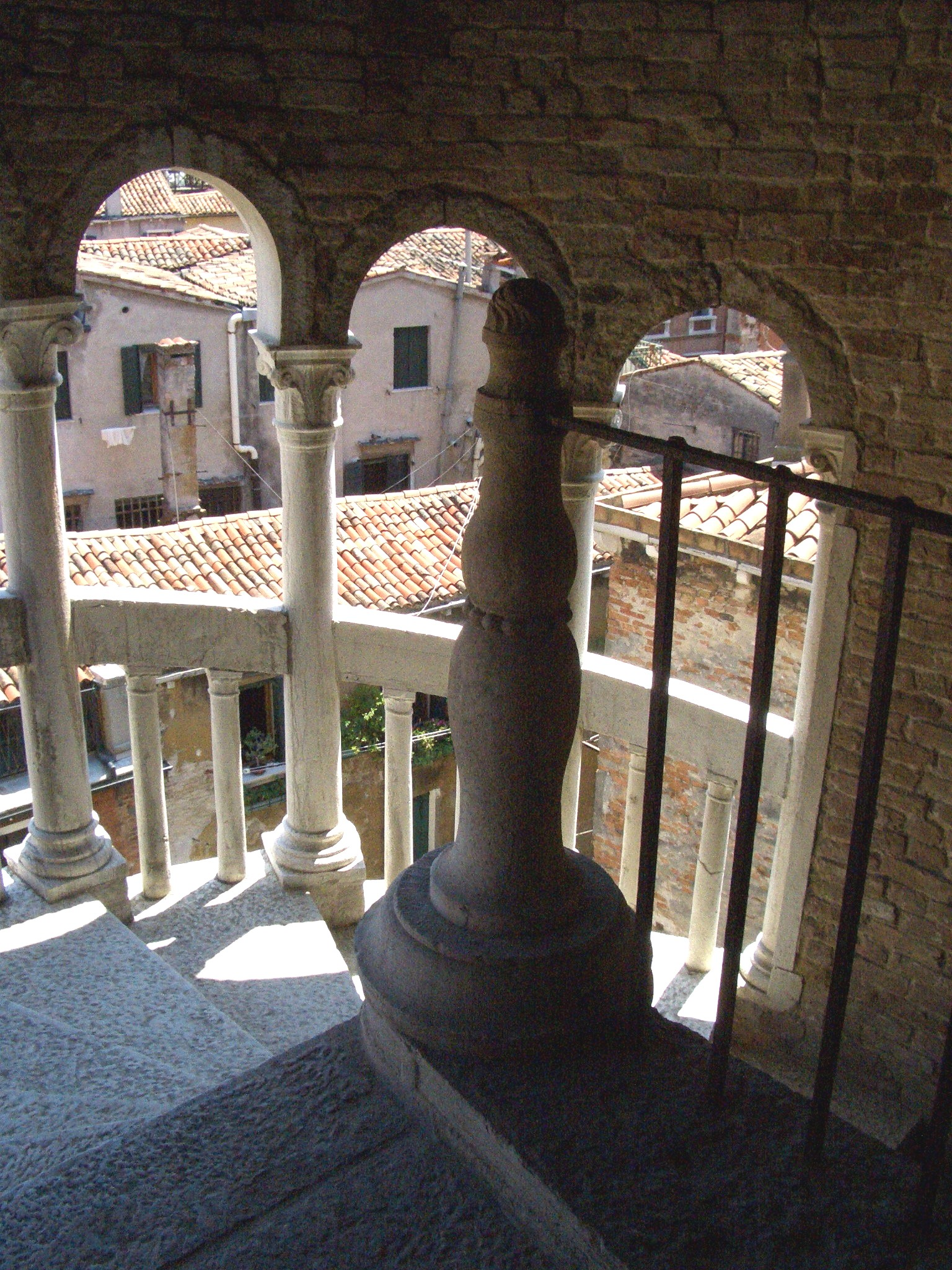
Pilastro centrale
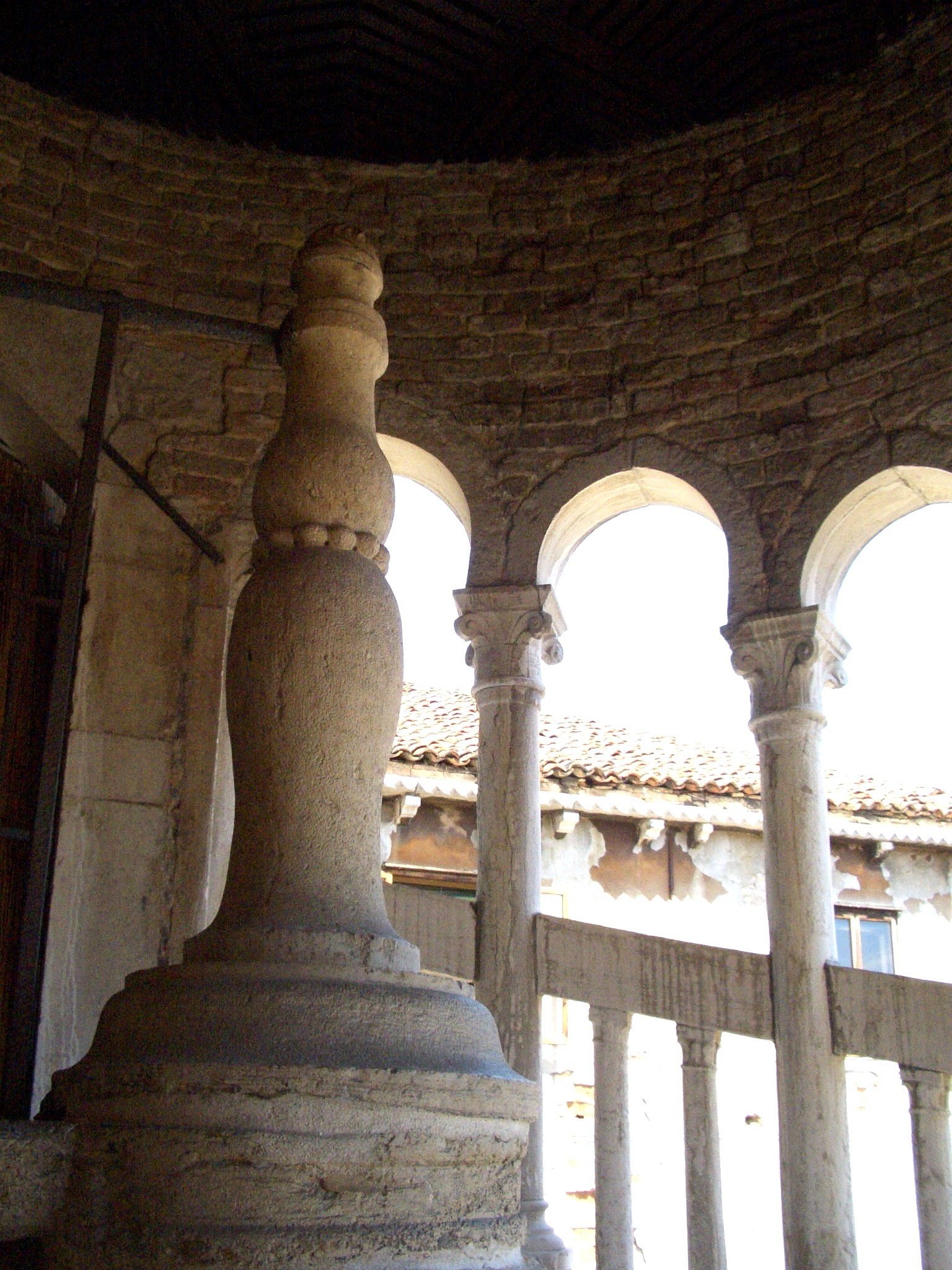
Rifinitura del pilastro
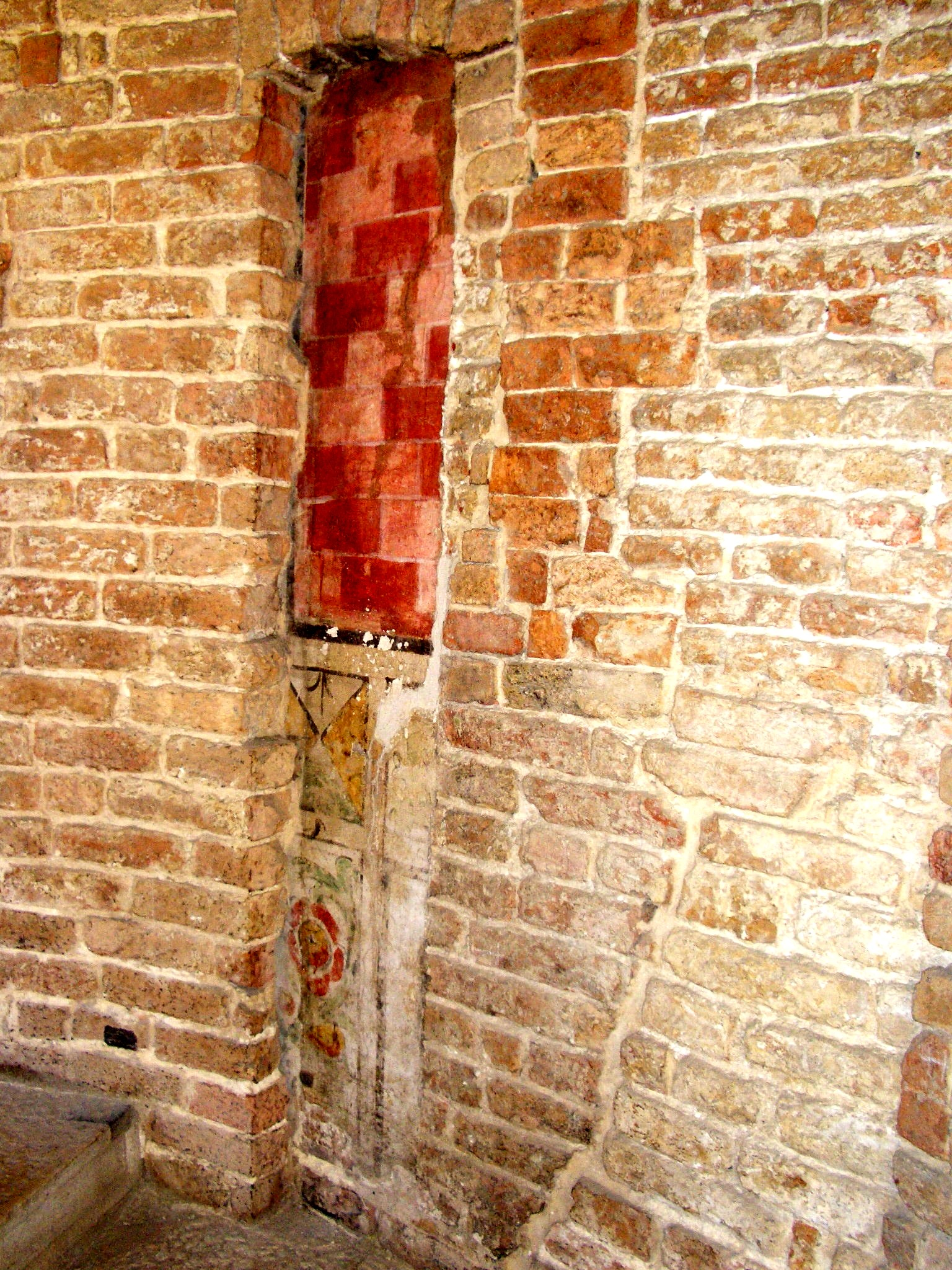
Particolare interno
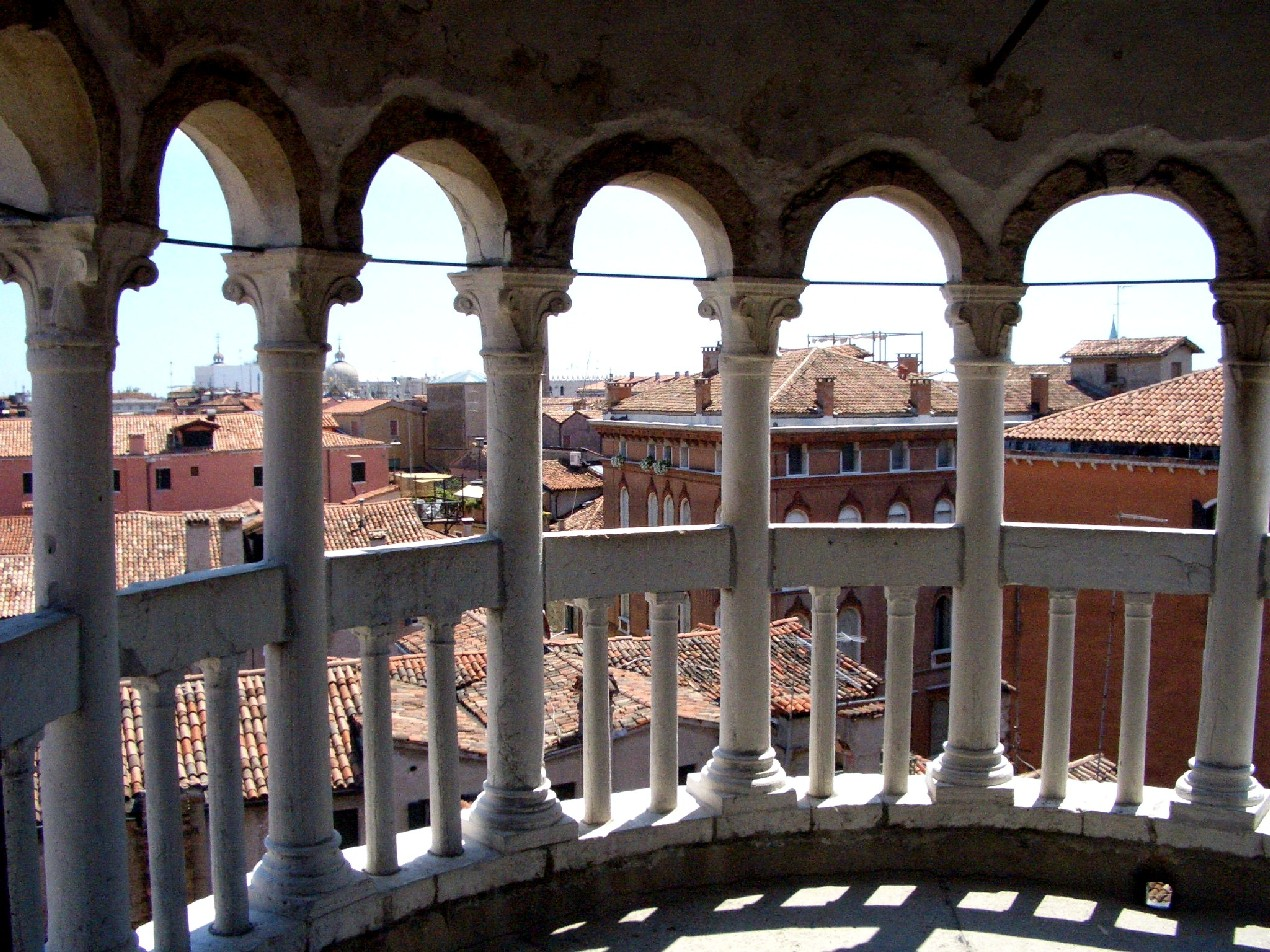
Belvedere